# Monte Salak
El monte Salak (indonesio: Gunung Salak, sundanés: Gunung Salak) es un volcán erosionado en Java Occidental, Indonesia. Se dan varios conos satélite en el flanco sureste y en el paso norte. Dos cráteres se encuentran en la cima. El monte Salak ha sido un lugar de exploración geotermal.
Según la creencia popular, el nombre «Salak» viene de salak, una fruta tropical. Sin embargo, según la tradición sundanesa, el nombre es derivado de la palabra sánscrita «salaka», que significa «plata».

## Accidentes aéreos

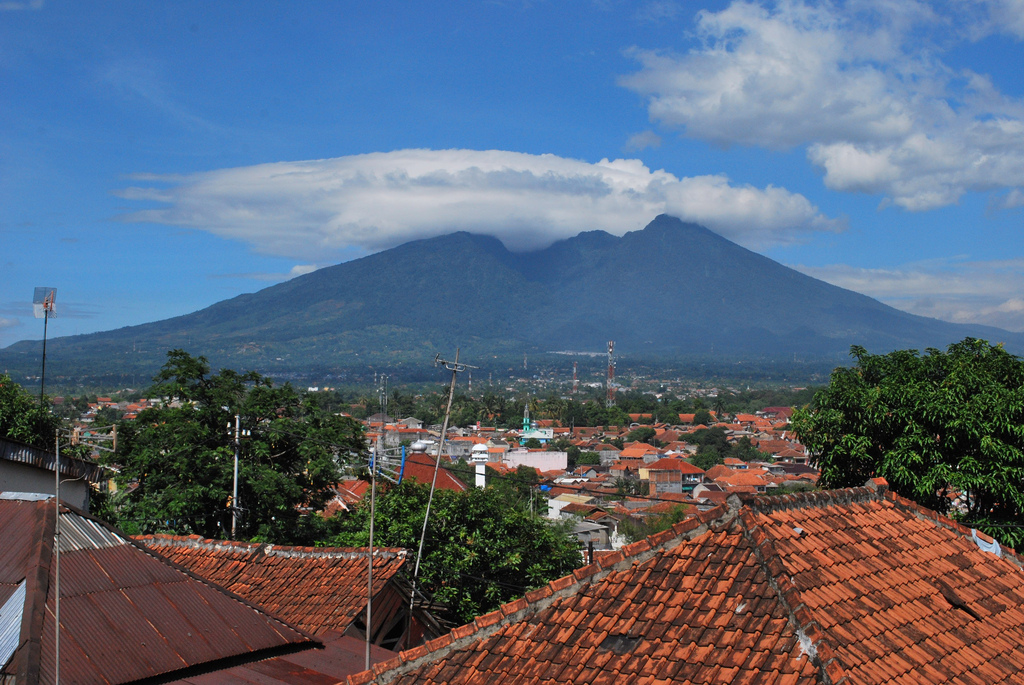
Vista del monte Salak desde Bogor

En 2012, The Jakarta Post nombró al monte Salak como un «cementerio de aviones». Altas turbulencias y un tiempo muy cambiante son citados como factores que contribuyen al gran número de accidentes aéreos en la zona. Hubo siete accidentes de aviación alrededor del monte Salak entre 2002 y 2012.
Una persona falleció en el accidente de un pequeño avión en octubre de 2002, siete en octubre de 2003, dos en abril de 2004, cinco en junio de 2004 y dieciocho en el accidente de un avión militar de la Fuerza Aérea del Ejército Nacional de Indonesia en 2008. En 2012, tres personas murieron al estrellarse un avión de entrenamiento, no mucho antes del accidente del SSJ-100, que ocurrió el 9 de mayo de 2012, cuando un Sukhoi Superjet 100 se estrelló contra la montaña durante un vuelo de demostración. Fallecieron las 45 personas a bordo.